# Ománská kuchyně

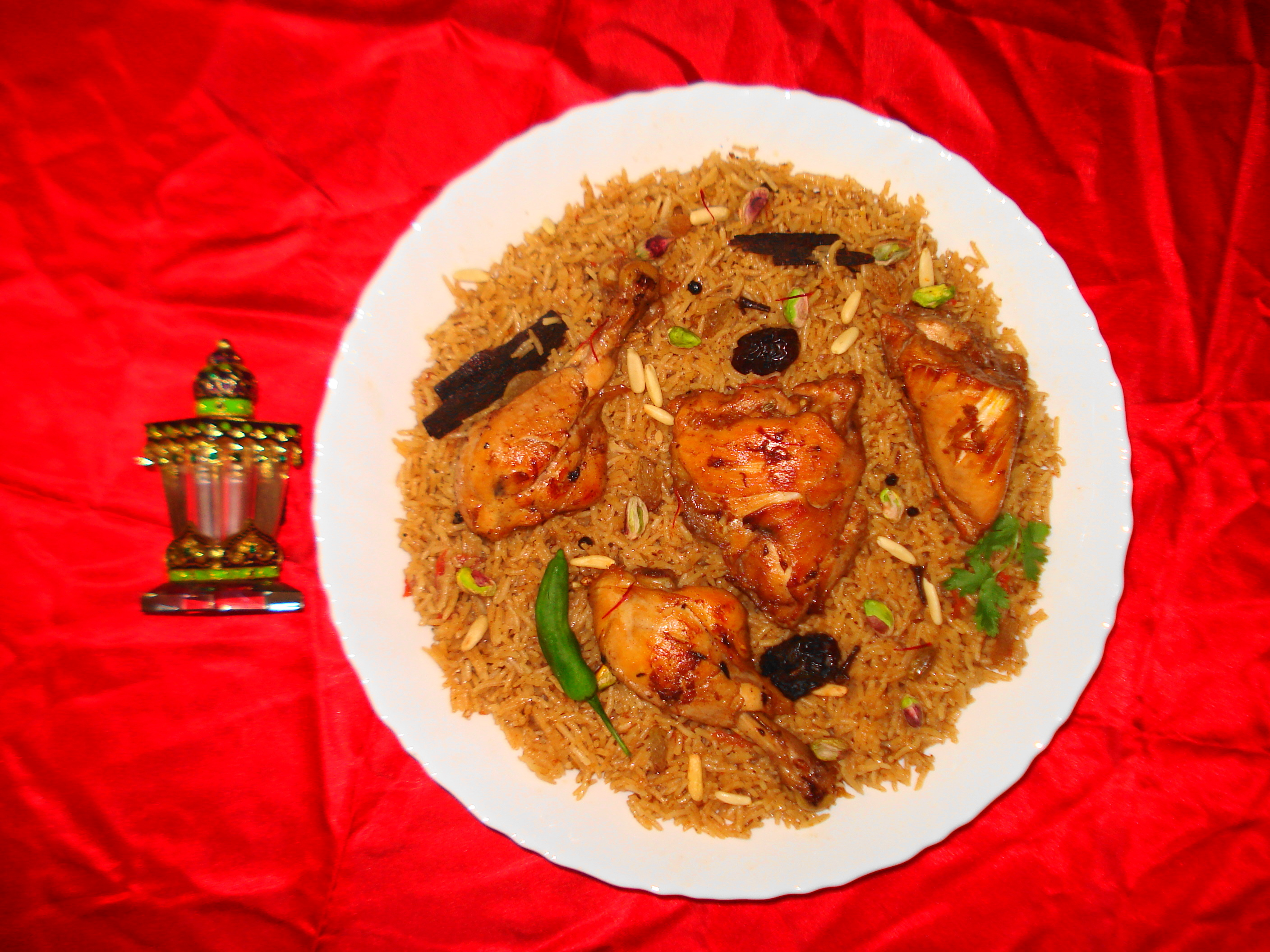
Makbús

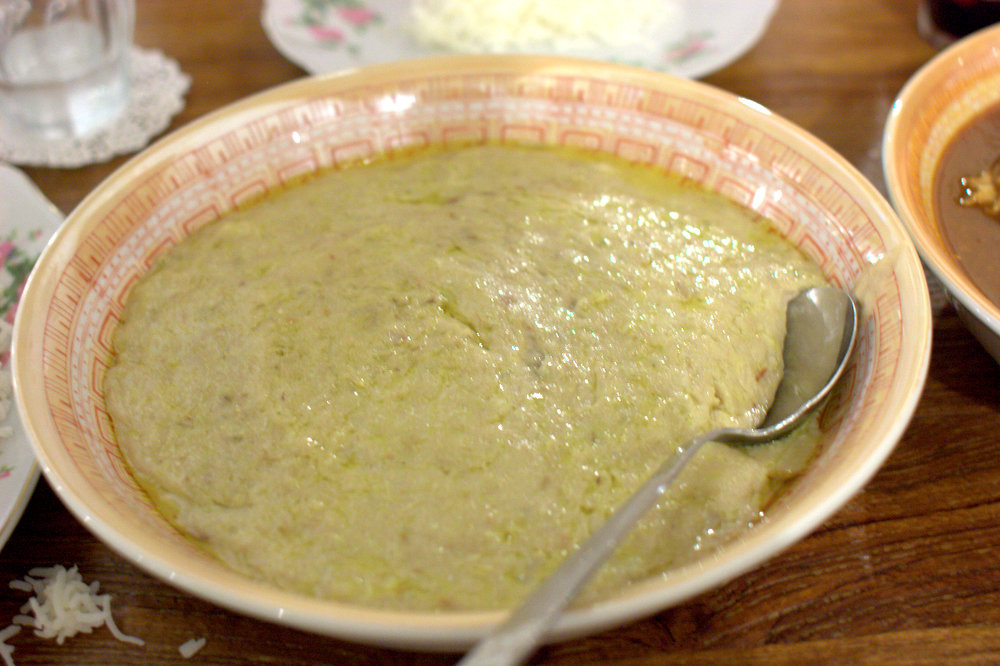
Harís

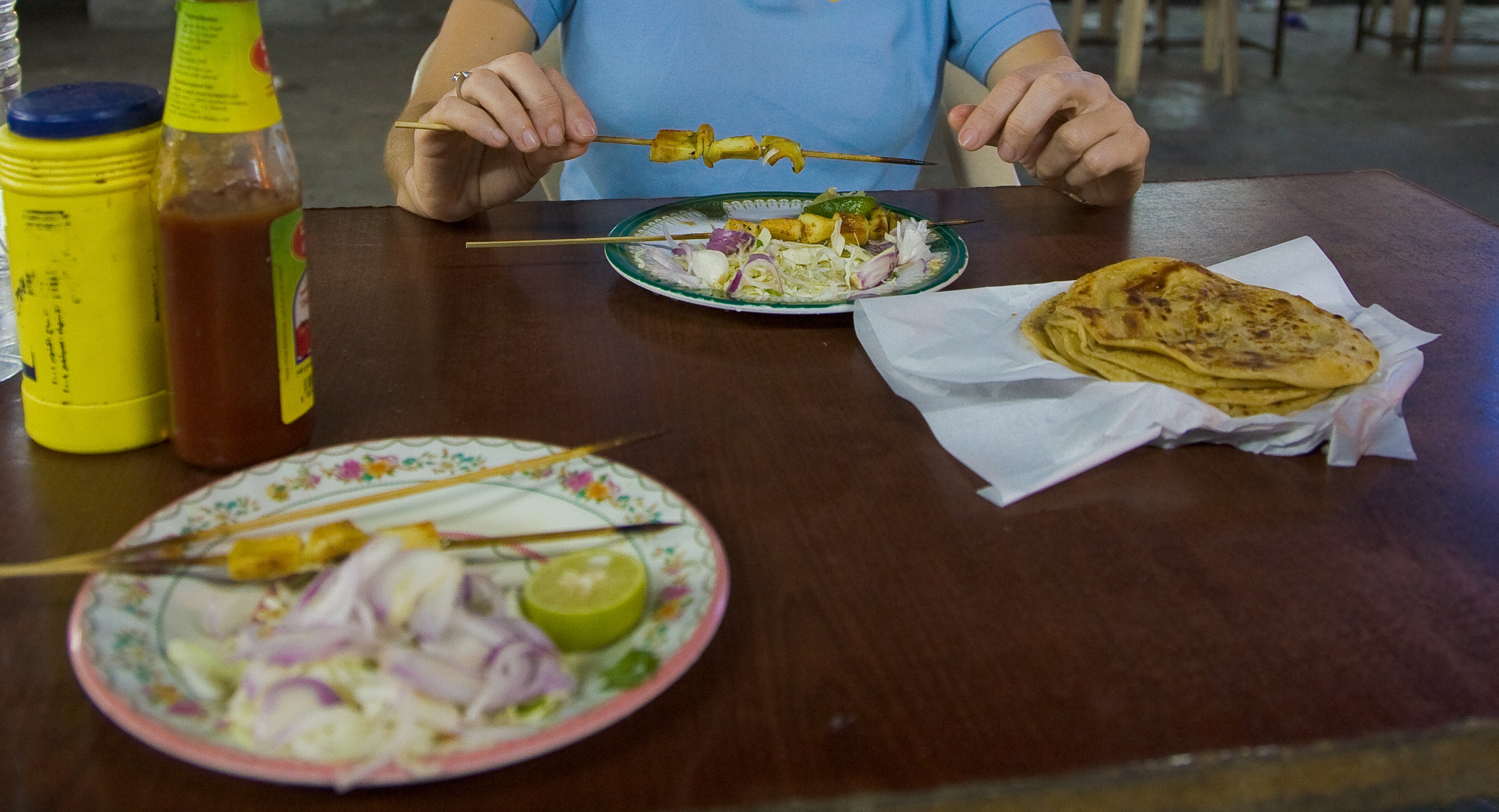
Kebab z chobotnice

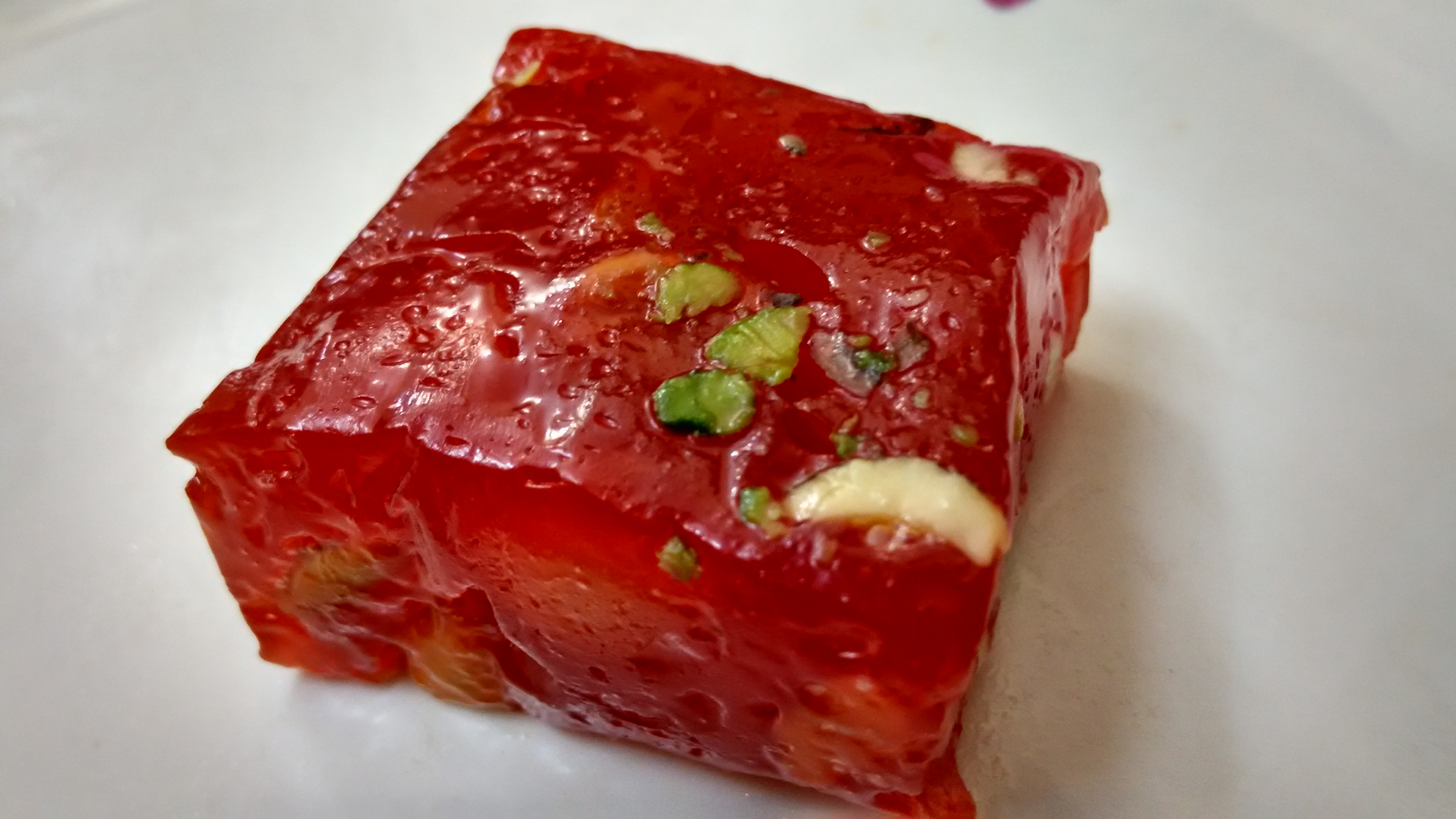
Chalva

Ománská kuchyně vychází z arabské kuchyně, díky obchodníkům s kořením byla ovlivněna i indickou kuchyní a v menší míře také africkou a íránskou kuchyní. Základní potravinou je rýže, dále se používá maso (jehněčí, kuřecí, ryby a mořské plody), zelenina a různé bylinky, marinády a koření (především kari).
Z náboženských důvodů je zákonem zakázáno konzumovat vepřové maso a pít alkoholické nápoje (platí pouze pro muslimy).

## Příklady ománských pokrmů
Příklady ománských pokrmů:
- Makbús, rýžový pokrm s masem ochucený šafránem
- Harís, pšeničná kaše
- Sakhana, kaše z pšenice, melasy, datlí a mléka, podávaná během Ramadánu
- Kebab a miškak, špízy
- Grilovaná makrela, podávaná s citronovou rýží
- Šuva, kusy marinovaného masa pečené v podzemní peci při zvláštních příležitostech, podávané s rýží
- Albadhinajan mae tawarikh, pokrm z lilku, datlí a cibule[3]
- Lokhemat, fritované kuličky z mouky a droždí ochucené kardamomem, přelité kardomomovým sirupem
- Chalva, sladkost

## Příklady ománských nápojů
Příklady ománských nápojů:
- Káva, obvykle podávaná s kardamomem
- Čaj
- Mléčné nápoje a limonády